# Frederick T. Frelinghuysen
Frederick Theodore Frelinghuysen, né le 4 août 1817 à Millstone 20 mai 1885 et mort le Newark (New Jersey), est un avocat et homme politique américain. Membre du Parti républicain, il est sénateur du New Jersey entre 1866 et 1869 puis entre 1871 et 1877, et secrétaire d'État des États-Unis entre 1881 et 1885 dans l'administration du président Chester A. Arthur.

## Enfance et début de carrière

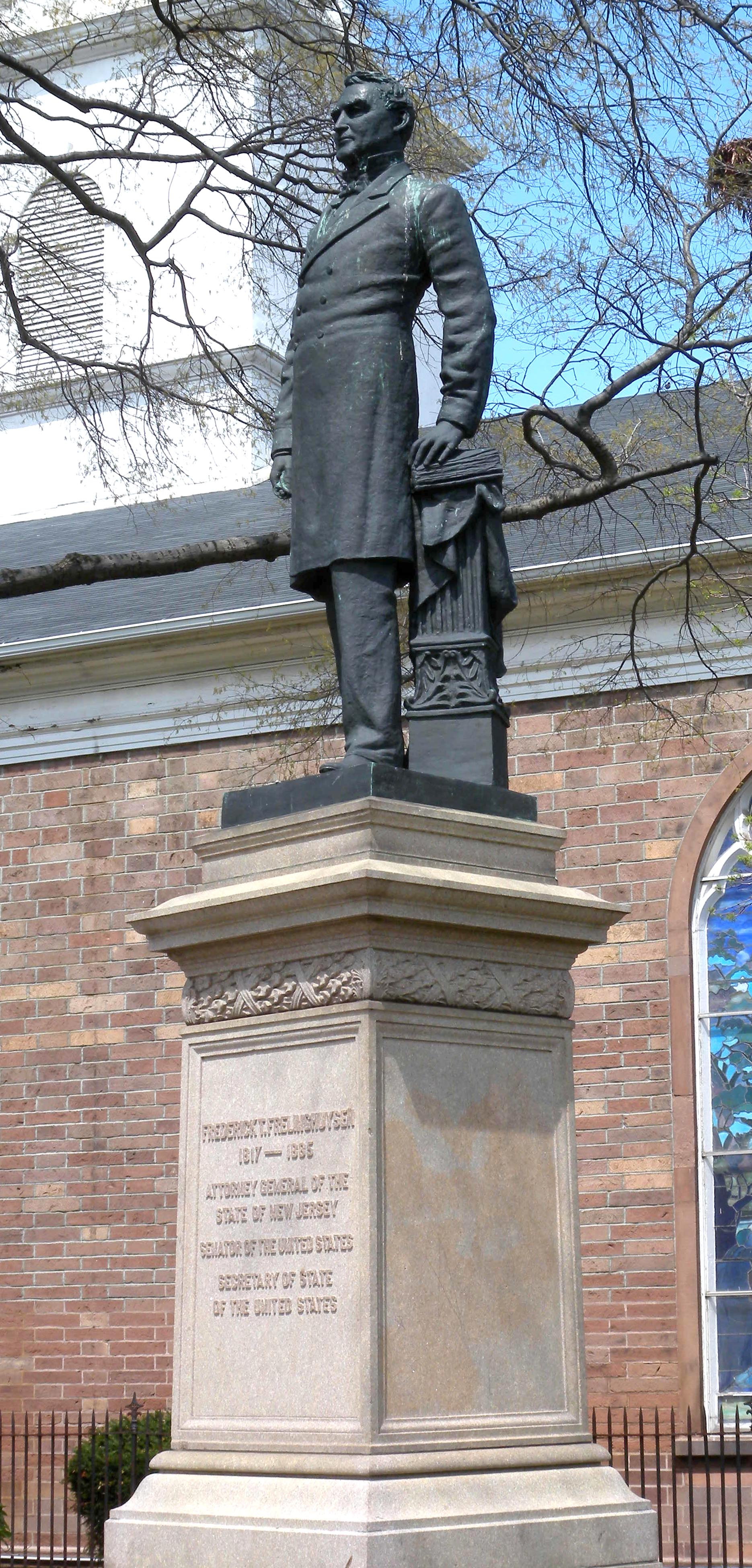
Statue de Frederick T. Frelinghuysen dans le parc militaire de Newark.

Son père Frederick Frelinghuysen (1788–1820) meurt lorsqu'il n'a que 3 ans, et il est adopté par son oncle, Theodore Frelinghuysen.
Son grand-père, Frederick Frelinghuysen (1753–1804) était un brillant avocat, soldat lors de la guerre d'indépendance des États-Unis, membre du Congrès continental puis du Sénat.
Son oncle Theodore (1787–1862) était lui aussi sénateur du New Jersey de 1829 à 1835, et candidat du parti Whig à la vice-présidence aux côtés d'Henry Clay, à l'élection de 1844. Il fut aussi Chancelier de l'université de New York et président de l'université Rutgers.
Frederick Frelinghuysen est diplômé de l'université Rutgers en 1836 et succède à son oncle dans son cabinet d'avocats en 1839, après son admission au barreau.
Il épouse Matilda Elizabeth Griswold, dont il aura 3 filles et 3 garçons.

## Vie politique
Procureur général du New Jersey de 1861 à 1867, il est nommé en 1866 sénateur du New Jersey par le gouverneur de l'État pour occuper un siège devenu vacant. Il est ensuite élu à ce poste en 1867 pour la fin de ce mandat, mais battu en 1869.
En 1870, il est nommé par le président Ulysses S. Grant ambassadeur des États-Unis au Royaume-Uni, et confirmé par le Sénat, mais il refuse cette mission.
Il revient au Sénat entre 1871 et 1877, où il est un opposant vigoureux des mesures de Reconstruction proposées par le président Andrew Johnson, et vote contre lui lors de son procès d'impeachment. Il est également membre de la Commission électorale qui décidera de l'élection disputée de 1876.
Le 12 décembre 1881, il est nommé secrétaire d'État par le président Chester A. Arthur pour succéder à James Blaine, et sert à ce poste jusqu'à l'élection du président Grover Cleveland en 1885.

## Retrait et décès
Il se retire alors à Newark, où il meurt trois mois plus tard, en mai 1885, à l'âge de 67 ans.

## Crédit d'auteurs
- (en) Cet article est partiellement ou en totalité issu de l’article de Wikipédia en anglais intitulé « Frederick Theodore Frelinghuysen » (voir la liste des auteurs).